# Dejan Bodiroga
Dejan Bodiroga (in serbo Дејан Бодирога?; Zrenjanin, 2 marzo 1973) è un ex cestista e dirigente sportivo serbo, fino al 2003 jugoslavo e fino al 2006 serbo-montenegrino, di ruolo ala piccola.

## Biografia
Cugino di secondo grado di Dražen Petrović, il 13 luglio 2003 si è sposato con la fidanzata di lungo corso Ivana Medić, a Belgrado, con la quale ha avuto il figlio Nikola.

## Carriera

### Giocatore

#### Club

Bodiroga a canestro per la Pall. Trieste nella stagione 1992-93

Considerato tra i più completi cestisti europei degli anni '90 e inizio 2000, Bodiroga inizia la carriera in Croazia nello Zara. A seguito dello scoppio della guerra civile, nell'estate 1991 si accorda con la Stefanel Trieste di coach Bogdan Tanjević, pur dovendo rimanere per un anno senza giocare per motivi burocratici, allenandosi duramente. La Serie A1 1992-1993 è dunque il suo primo campionato ufficiale disputato in Italia, torneo durante il quale viaggia ad una media di oltre 21 punti a partita. Scelto dai Sacramento Kings al secondo giro del draft del 1995 (n. 51), non ha però mai giocato per propria decisione in NBA, rimanendo sempre in Europa, dove ha costruito una carriera piena di successi.
A Milano ottiene la consacrazione, conquistando nel 1996 lo scudetto. Nelle quattro stagioni in Italia ha giocato 148 partite, 20,4 punti di media, 62,3% da due, 38% da tre, 85,8% nei tiri liberi. Il suo massimo di punti in una singola partita è di 51, il 28 febbraio 1993 in Trieste-Viola Reggio Calabria. Nello stesso incontro in 33 minuti mette a referto 11 rimbalzi, 4 palle recuperate e 3 assist, per un totale di 63 di valutazione. Nel 1998 viene nominato atleta serbo dell'anno. Dopo l'Italia, ha avuto numerose altre sistemazioni nell'élite del basket europeo: ciò gli ha permesso di vincere numerosi trofei, tra cui per tre volte l'Eurolega e la Saporta Cup. Precisamente, ha passato due anni al Real Madrid, quattro al Panathinaikos (con due vittorie in Eurolega), i cui tifosi ancora lo ricordano con un affetto ai limiti della venerazione, e tre al Barcellona (un'Eurolega).
Nell'estate 2005 si concretizza un ritorno in Italia con la Virtus Roma, nella quale milita (non riuscendo ad aggiungere nulla al suo palmarès se non due semifinali play-off, con qualificazioni all'Eurolega, e una finale di Coppa Italia) fino al 7 giugno 2007, quando la Virtus viene eliminata dalla Montepaschi Siena dalle semifinali dei play-off di A1. Il pubblico capitolino gli riserva una standing ovation finale lunga mezz'ora. L'annuncio ufficiale del ritiro viene dato dallo stesso giocatore nel corso di una conferenza stampa organizzata l'11 giugno, durante la quale ha anche dichiarato di non voler diventare un allenatore ma di voler continuare come dirigente.

#### Nazionale
Con la nazionale serbo-montenegrina ha ottenuto due titoli mondiali: il primo ad Atene 1998, dove fu proclamato MVP del torneo, e il secondo ad Indianapolis 2002. Inoltre ha vinto tre titoli europei e un argento olimpico ad Atlanta 1996.

### Dopo il ritiro
Al termine dell'attività agonistica ha intrapreso per breve tempo la carriera dirigenziale, assumendo la vicepresidenza della federazione serba, con delega alle nazionali, ed entrando nel board della FIBA Europe.

## Palmarès

### Club

#### Competizioni nazionali
- Campionato italiano: 1

Olimpia Milano: 1995-96
- Coppa Italia: 1

Olimpia Milano: 1996
- Campionato greco: 3

Panathinaikos: 1998-99, 1999-2000, 2000-01
- Campionato spagnolo: 2

Barcellona: 2002-03, 2003-04
- Copa del Rey: 1

Barcellona: 2003
- Supercoppa spagnola: 1

Barcellona: 2004
- Liga catalana: 1

Barcellona: 2004

#### Competizioni internazionali
- Eurocoppa: 1

Real Madrid: 1996-97
- Coppa dei Campioni - Eurolega: 3

Panathinaikos: 1999-2000, 2001-02
Barcellona: 2002-03

### Nazionale
- Oro FIBA EuroBasket

Grecia 1995, Spagna 1997, Turchia 2001
- Argento Olimpico

1996
- Oro Campionato mondiale

Grecia 1998, Stati Uniti 2002
- Bronzo FIBA EuroBasket

Francia 1999

### Individuale
- Liga ACB MVP: 1

Real Madrid: 1997-98
- A1 Ethniki MVP: 1

Panathīnaïkos: 1998-99
- A1 Ethniki MVP finali: 2

Panathīnaïkos: 1998-99, 1999-2000
- FIBA World Cup MVP: 1

1998
- Euroleague Final Four MVP: 2

Panathinaikos: 2001-02
Barcellona: 2002-03
- Euroleague Top 16 MVP: 1

Panathinaikos: 2001-02

Bodiroga premiato MVP della Final Four dell'Eurolega 2001-2002 vinta con il Panathīnaïkos

- FIBA World Cup All-Tournament Teams: 1

1998
- All-Euroleague First Team: 3

Panathinaikos: 2001-02
Barcellona: 2002-03, 2003-04
- MVP della Copa del Rey: 1

Barcellona: 2003
- MVP della Supercoppa di Spagna: 1

Barcellona: 2004